# NGC 5337
NGC 5337 је спирална галаксија у сазвежђу Ловачки пси која се налази на NGC листи објеката дубоког неба.
Деклинација објекта је + 39° 41' 17" а ректасцензија 13h 52m 23,0s. Привидна величина (магнитуда) објекта NGC 5337 износи 12,5 а фотографска магнитуда 13,4. Налази се на удаљености од 52,2000 милиона парсека од Сунца. NGC 5337 је још познат и под ознакама UGC 8789, MCG 7-29-4, CGCG 219-12, PGC 49275.